# طاس سحري

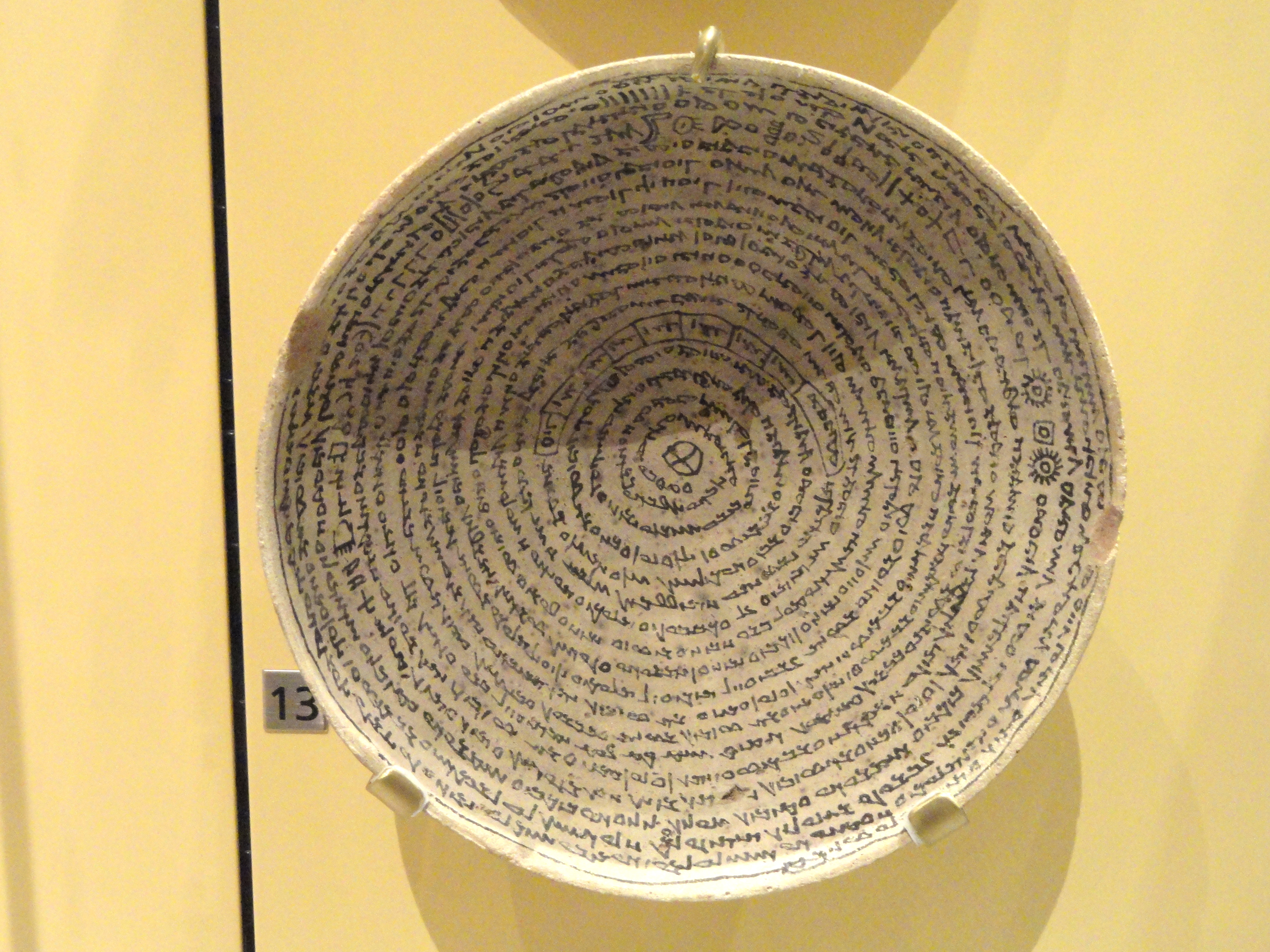
طاس سحري باللغة المندائية

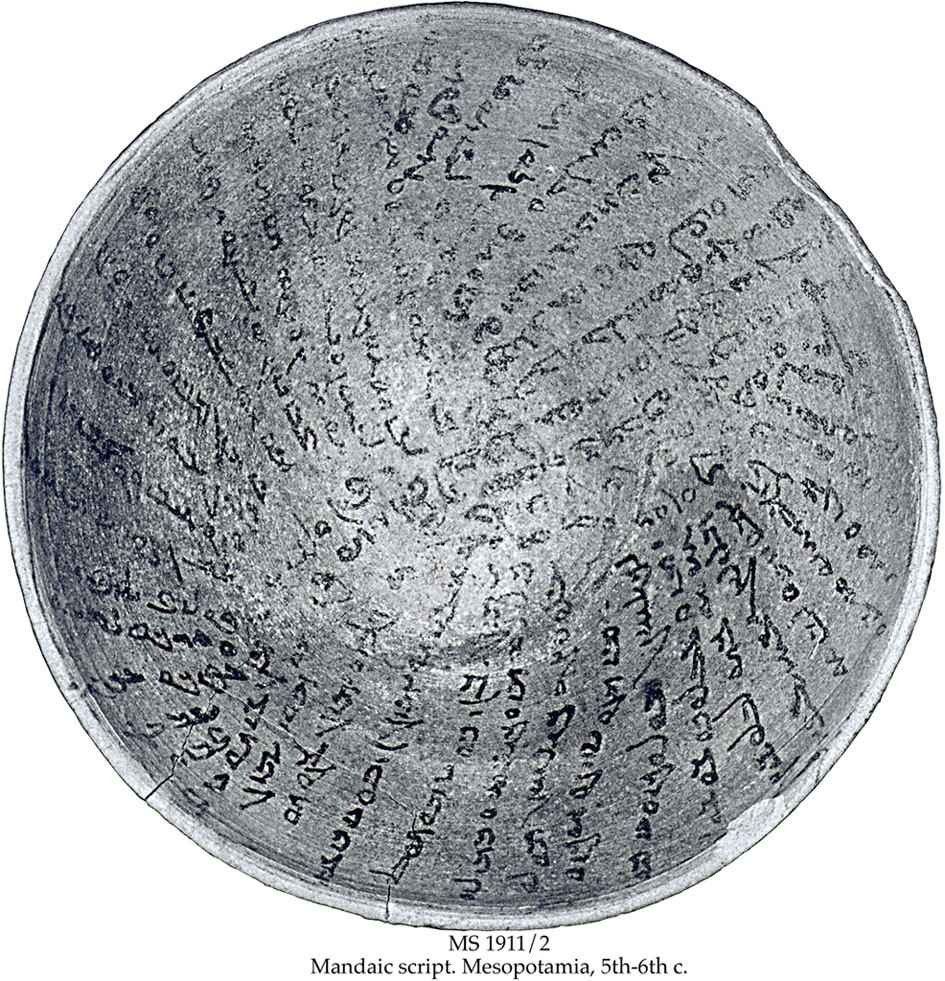
مندائي «فخ الشيطان» السحري

إن الطاس السحري، المعروفة أيضًا باسم طاس الشيطان أو طاس فخ الشيطان، عبارة عن أحد أشكال الحماية السحرية المبكرة الموجودة في العراق وإيران في زماننا هذا. كان الطاس السحري يُنتج في الشرق الأوسط أثناء العصور القديمة المتأخرة من القرن السادس إلى القرن الثامن الميلادي (انظر أشورستان), وعادة ما يتم نقش الطاس في شكل حلزون يبدأ من الأطراف ثم ينتقل إلى الوسط. ويتم نقش معظمها باللغة الآرامية. ويتم دفن الطاسات ووجهها لأسفل بهدف أن تحبس الشياطين. وكانت تلك الطاسات توضع عادة تحت العتبات وفي ساحة الدار وفي ركن منزل الشخص المتوفى حديثًا وفي المقابر.

## اكتشافات أثرية
حتى وقتنا هذا تم تسجيل ما يقرب من ألفي طاس سحري بوصفها اكتشافات أثرية، ولكن نظرًا لاستخراج الكثير منها في الشرق الأوسط، فقد يكون هناك عشرات الآلاف في متناول الجامعين الخصوصيين والتجار.

## في اليهودية
توجد فئة فرعية من الطاس السحري تستخدم في الطقوس السحرية في اليهودية والمسيحية. (انظر البرديات السحرية اليهودية للتعرف على السياق). يعد الطاس السحري باللغة الآرامية مصدرًا مهمًا للمعلومات حول الطقوس السحرية اليهودية، لا سيما الثمانين طاس سحري اليهودية الباقية منذ زمن بابليون ساسانيون (226-636 قبل الميلاد)، وبصورة أساسية منذ الشتات اليهودي في نيبور. وكانت تلك الطاسات تستخدم في السحر للحماية من التأثيرات الشيطانية مثل العين الحسودة وليليث والبغدانة. يمكن أن تستخدم هذه الطاسات أي فرد في المجتمع اليهودي، وكان يوجد تقريبًا في كل منزل اكتشف في مستوطنة نيبور اليهودية طاسات سحرية مدفونة.

## في المسيحية
في الفترة نفسها في سوريا المسيحية كانت توجد أيضًا طاسات سحرية منقوشة باللغة السريانية بدلاً من استخدام النصوص اليهودية باللغة العبرية والآرامية.

## كتابات أخرى
- Gioia, Ted, “Healing songs”, Format: Book, Electronic Resource 2006
- Juusola, Hannu, “Linguistic peculiarities in the Aramaic magic bowl texts”, Format: Book, Electronic Resource, 1999.
- Levene, Dan, “A corpus of magic bowls : Incantation texts in Jewish Aramaic from late antiquity”, format: Book, Electronic Resource, 2003.
- McCullough, William Stewart, “Jewish and Mandaean incantation bowls in the Royal Ontario Museum”, 1967.
- Montgomery, James A., “Aramaic Incantation Texts from Nippur”, 1913.
- Müller-Kessler, Christa, “Die Zauberschalentexte in der Hilprecht-Sammlung, Jena und weitere Nippur-Texte anderer Sammlungen”, 2005.
- Naveh, Joseph and Shaked, Shaul, “Amulets and magic bowls : Aramaic incantations of late antiquity”, 1985.
- Naveh, Joseph and Shaked, Shaul, “Magic Spells and Formulae : Aramaic Incantations of Late Antiquity”, 1993.

## وصلات خارجية
- Translation of an incantation bowl
- Rare Magic Inscription on Human Skull Biblical Archaeology Review